# Пойяк, Имре
Имре Пойяк (венг. Polyák Imre; 16 апреля 1932, Кечкемет, Венгрия — 15 ноября 2010) — венгерский борец классического (греко-римского) стиля, олимпийский чемпион Игр в Токио (1964).

## Биография
Выступал за спортивное общество «Уйпешти Дожа» (Будапешт). Участник четырёх Олимпиад (1952, 1956, 1960, 1964). Чемпион Олимпийских игр 1964 в легком весе. Серебряный призёр — 1952, 1956, 1960. Чемпион мира (1955, 1958, 1962). Серебряный призёр мировых первенств (1961, 1963).
Дважды признавался Спортсменом года в Венгрии (1958, 1962). В начале 2003 года оказался в десятке лучших спортсменов-борцов, которых первыми избрали в Международный зал борцовской славы.
В память о борце в Венгрии проводится международный турнир «Мемориал Имре Пойяка и Яноша Варги».